# Bombentorpedo BT 400
Bei dem Bombentorpedo BT 400 handelte es sich um einen deutschen antriebslosen Torpedo aus der Zeit des Zweiten Weltkrieges. Dieser wurde beim Tiefflug in gerader Linie auf das Seeziel abgeworfen. Als Antrieb diente ausschließlich die kinetische Energie des Torpedos.
Die neuartige Abwurfmunition für die Fw 190 wurde im Frühjahr 1943 durch Benecke von der Abteilung „Technische Luftrüstung“ vorgeschlagen.
Der Hauptvorteil der BT lag in der einfachen und billigen Fertigung (der Körper bestand aus Gusseisen, das Heck aus Stahlblech). Während zum Beispiel für einen normalen Lufttorpedo F5 2000 Arbeitsstunden nötig waren, konnte der BT in 60 Stunden gefertigt werden. Er vermochte etwas mehr Sprengstoff zu tragen, benötigte wegen des nicht vorhandenen Antriebes weniger knappe Rohstoffe und brauchte insgesamt etwa 240 kg weniger Material.
Die ersten Versuche wurden im Niedersonthofener See bei Kempten (Allgäu) durchgeführt. Die Entwicklung der Zielgeräte, Zünder und anderer Einzelteile verhinderten jedoch den Einsatz dieser Waffe.
Es gab mehrere Baugrößen (BT 200, BT 400, BT 700 A, BT 700 B, BT 1000, BT 1850).

## Technische Daten
| Kenngröße               | Daten   |
| ----------------------- | ------- |
| Länge                   | 2,94 m  |
| Länge des Bombenkörpers | 2,07 m  |
| Durchmesser maximal     | 37,8 cm |
| Leiterwerkspannweite    | 71 cm   |
| Gewicht                 | 435 kg  |
| Sprengladung            | 200 kg  |

Der feindliche Nachrichtendienst hatte von der Entwicklung, die beim „Forschungsinstitut Graf Zeppelin“ in Stuttgart durchgeführt wurde, erfahren und nahm in einem Bericht dazu wie folgt Stellung: „Sollten die Deutschen in der Lage sein, eine entsprechend genaue Ziel- und Auslösungsmethode zu schaffen, dann hat der Gegner eine Waffe in der Hand, die weit tödlicher als die bisher benutzten Lufttorpedos ist.“
Werner Baumbach schrieb: "Im Jahre 1943 trat auf Anordnung des Ministeriums für Rüstung und Kriegsproduktion ein erneuter Entwicklungs- und Produktionsstopp ein, so daß sehr erfolgversprechende deutsche Entwicklungen, wie etwa der Bombentorpedo, der in verschiedenen Kalibern einen Hochangriff mit Jagdbombern gegen Schiffsziele ermöglichte, im entscheidenden Augenblick nicht mehr zum Einsatz kommen konnte. Der Bombentorpedo sollte hauptsächlich gegen Invasionsflotten angewandt werden. Als diese dann vor Sizilien [Juli 1943] und später vor der Normandie [Juni 1944] als lockende Ziele in allernächster Reichweite lagen, da waren zu ihrer Bekämpfung weder geeignete Flugzeuge noch Bombentorpedos verfügbar."